# Mehltheuer (Großpostwitz)
Mehltheuer, obersorbisch Lubjencⓘ, ist ein Ortsteil der Gemeinde Großpostwitz im sächsischen Landkreis Bautzen. Es zählt zum offiziellen sorbischen Siedlungsgebiet in der Oberlausitz.

## Geographie
Der Bergweiler befindet sich südöstlich von Bautzen auf einem Sattel zwischen dem 384,2 Meter hohen Mehltheuerberg und der 412,4 Meter hohen Schmoritz. Südwestlich erhebt sich der 431,9 Meter hohe Drohmberg (Lubin).

## Geschichte
Die erste Erwähnung des Waldes bei „Mehlthewer“ erfolgte 1529. Der sorbische Name „Lubjenc“ geht auf eine frühere Bezeichnung des Mehltheuerberges zurück. Im Jahr 1534 kaufte der Bautzener Rat das Dorf „Maldeuer“. Der für eine abgelegene Kleinsiedlung stehende Ortsname lässt darauf schließen, dass die Ansiedlung von Pielitz aus gegründet worden ist. Ab 1590 ist in „Malteyer“ ein Förster nachweislich. Während der Schlacht bei Bautzen fanden um den Mehltheuerpass heftige Kämpfe statt, bei denen die französischen Truppen unter Marschall Oudinot den Sturm gegen die Flankenstellungen des russischen Generals Miloradowitsch aufnahmen.
Für seine Statistik über die sorbische Bevölkerung in der Oberlausitz ermittelte Arnošt Muka in den achtziger Jahren des 19. Jahrhunderts eine Bevölkerungszahl von 49 Einwohnern; davon waren 43 Sorben und sechs Deutsche. Seither ist das Sorbische aus dem Alltag weitgehend verschwunden.
1936 wurde Mehltheuer nach Grubditz eingemeindet. Seit 1973 bildete Mehltheuer einen Ortsteil von Jenkwitz. Bei der Eingemeindung von Jenkwitz nach Kubschütz wurde Mehltheuer 1994 in die Gemeinde Großpostwitz umgegliedert.

## Bilder

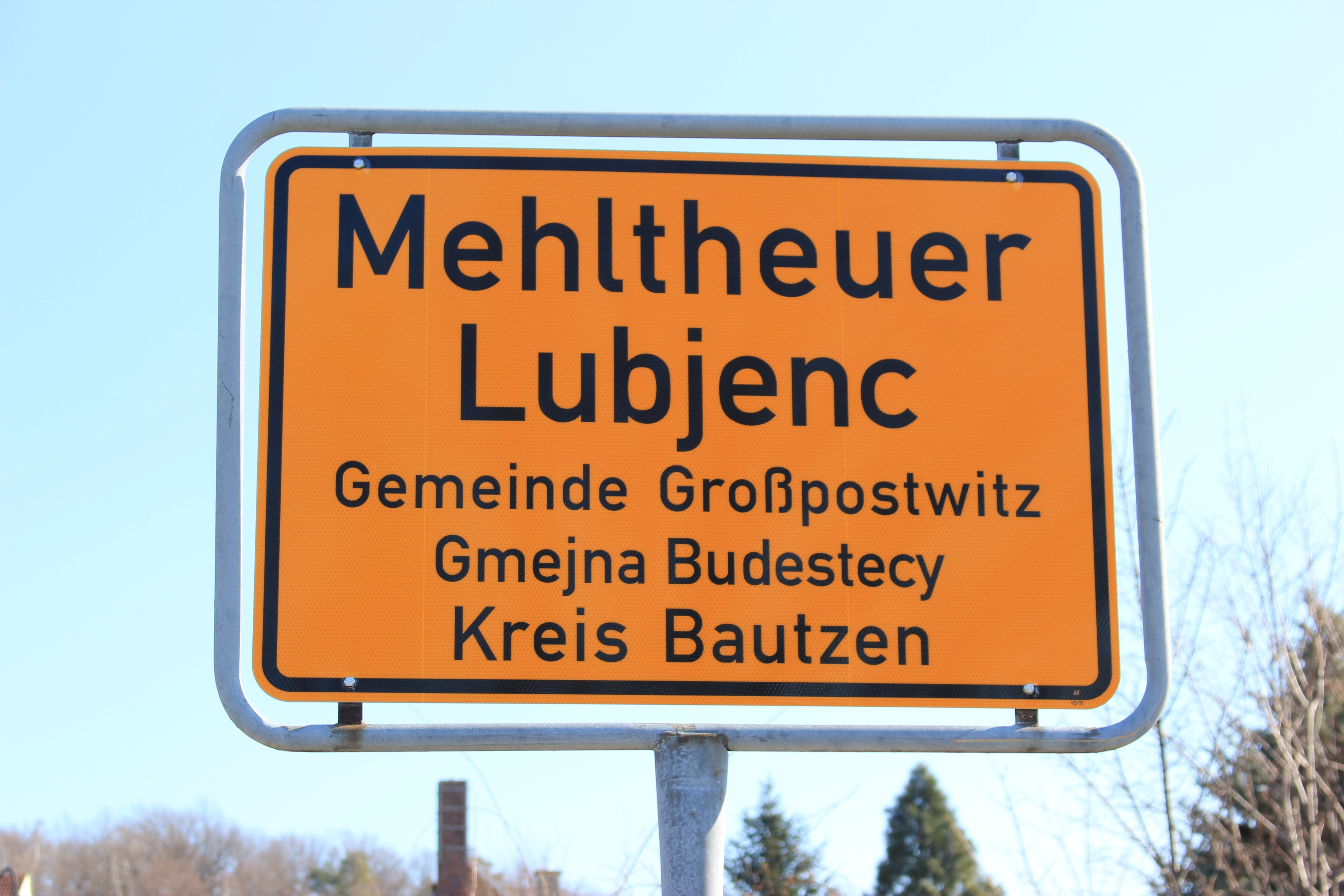
Ortsschild von Mehltheuer
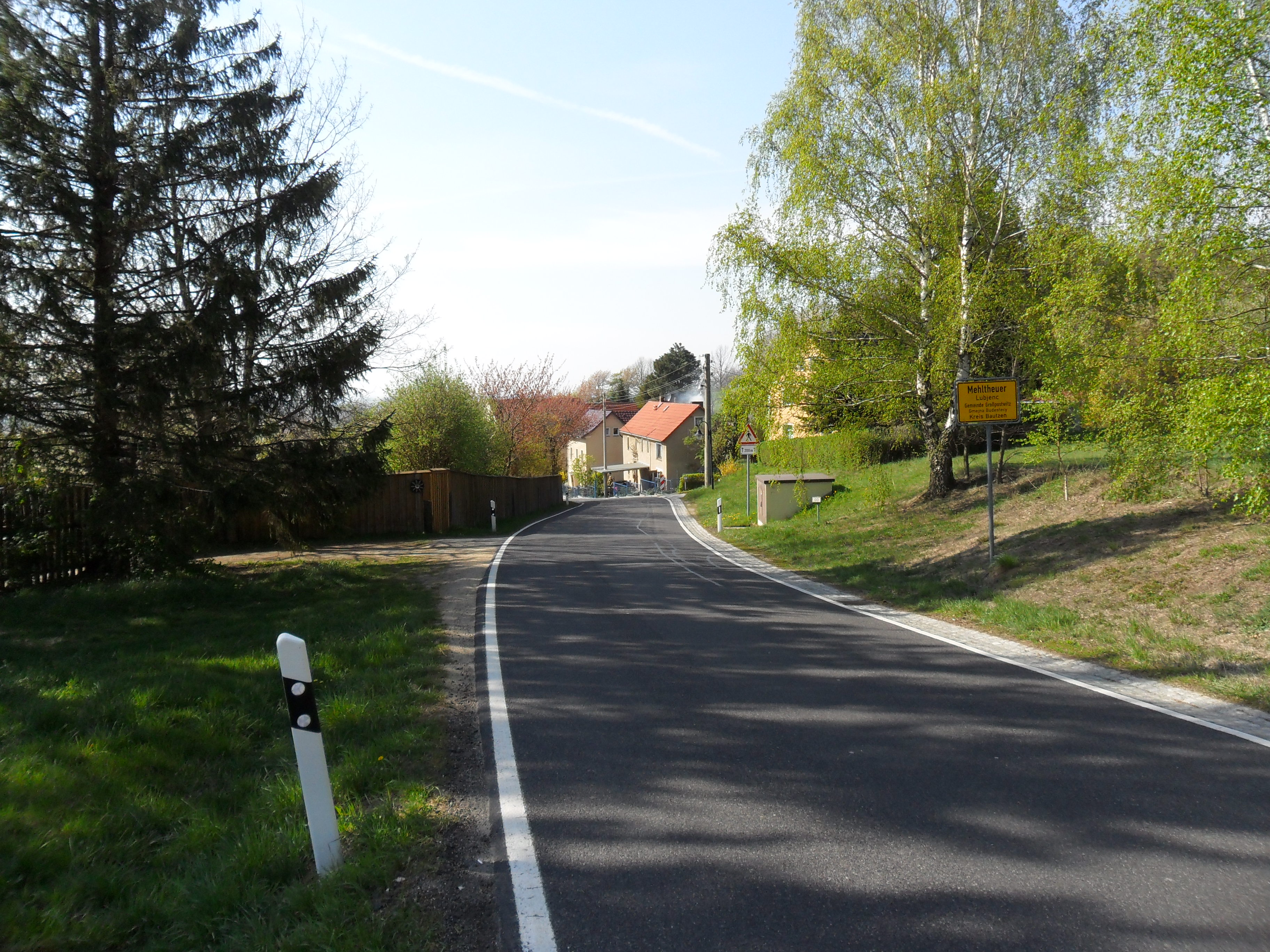
Mehltheuer – aus Richtung Osten vom Sattel aus gesehen
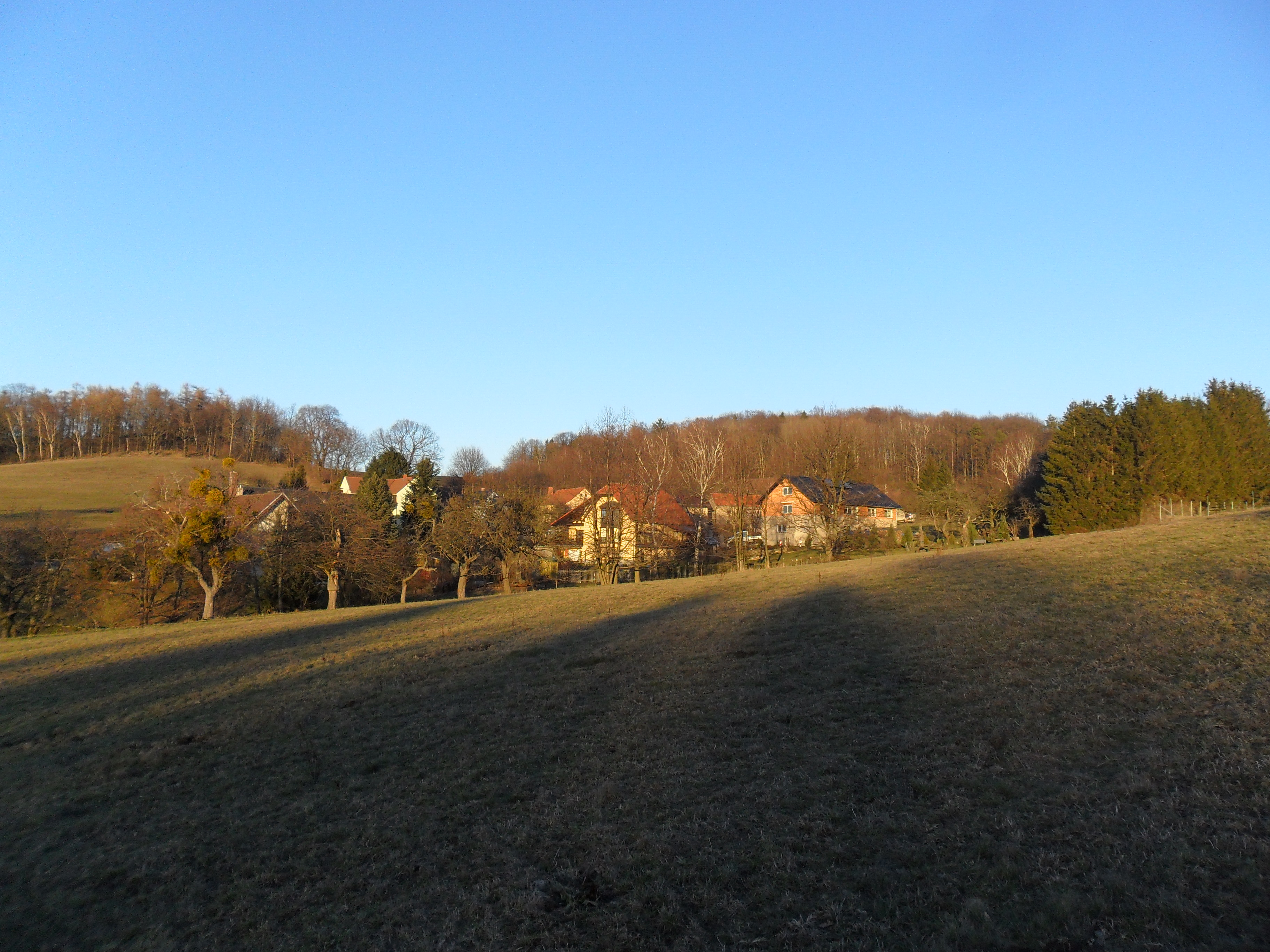
Mehltheuer auf dem Sattel zwischen Mehltheuerberg und der Schmoritz